# Тиберий
Тибе́рий Ю́лий Це́зарь А́вгуст (лат. Tiberius Iulius Caesar Augustus; при рождении Тибе́рий Кла́вдий Неро́н, лат. Tiberius Claudius Nero; 16 ноября 42 года до н. э. — 16 марта 37 года) — второй римский император с 14 года из династии Юлиев-Клавдиев.
Также великий понтифик (с 15 года), многократный консул (13 и 7 годы до н. э., 18, 21 и 31 годы), многократный трибун (ежегодно с 6 года до н. э. по 37 год, кроме периода с 1 года до н. э. по 3 год н. э.).
Полный титул к моменту смерти: Tiberius Caesar Divi Augusti filius Augustus, Pontifex Maximus, Tribuniciae potestatis XXXVIII, Imperator VIII, Consul V — «Тиберий Цезарь Август, сын Божественного Августа, Великий Понтифик, наделённый властью народного трибуна 38 раз, провозглашённый императором 8 раз, пятикратный консул».
Упоминается в Евангелии от Луки под именем Тиверия кесаря (Лк. 3:1) как император, на время правления которого приходится начало проповеди Иисуса Христа. По косвенным данным, на его правление приходится и распятие Христа. Таким образом, считается, что именно во время правления Тиберия произошли основные события жизни и смерть Иисуса Христа.

## Происхождение

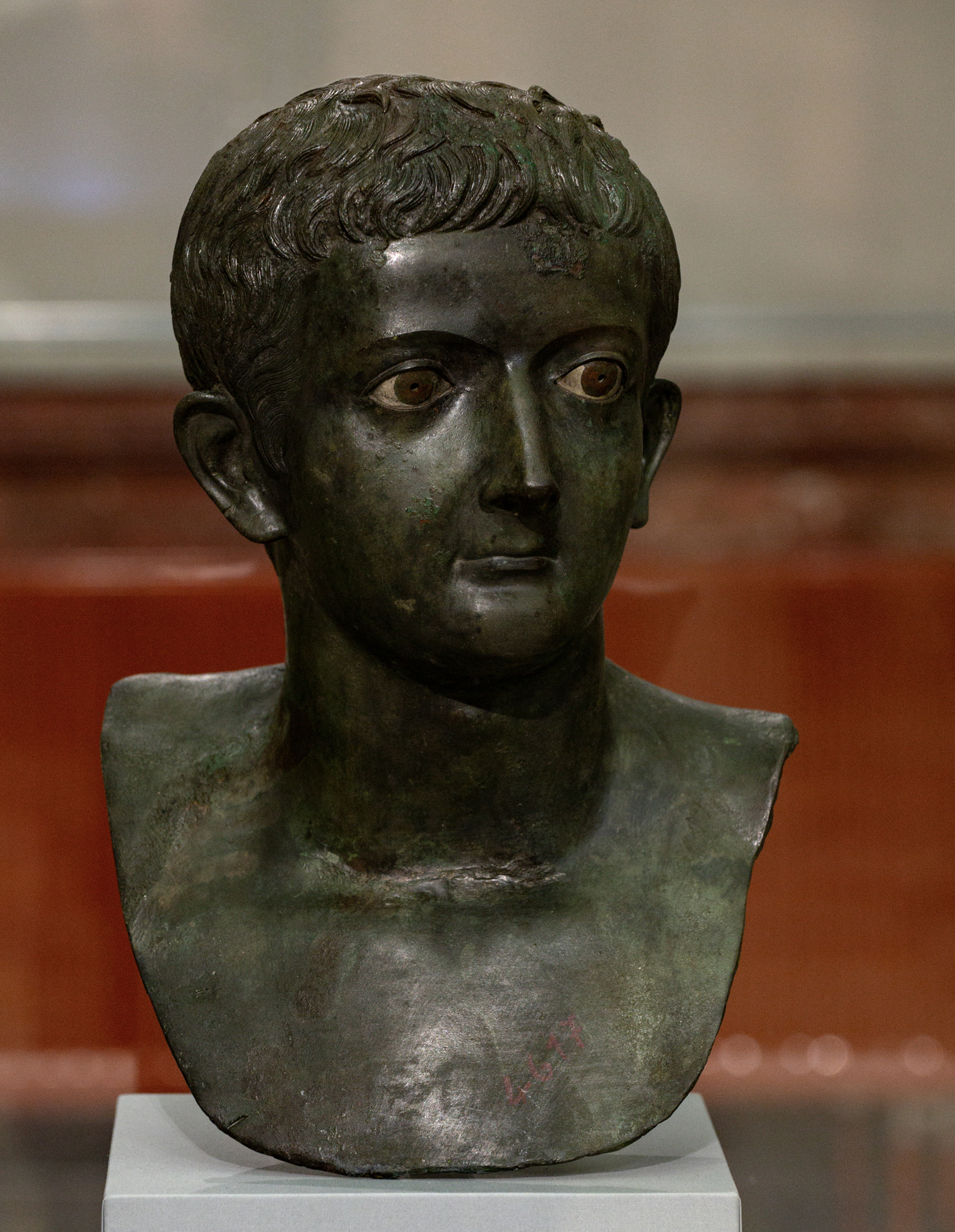
Тиберий в молодости. Бронзовый бюст, Национальный археологический музей Неаполя

Тиберий родился 14 ноября 42 года до н. э. в Риме и был первым ребёнком в семье Нерона Старшего, принадлежавшего к ветви древнего патрицианского рода Клавдиев, ведущей начало от Тиберия Клавдия Нерона (сына Аппия Клавдия Цека).
Мать — Ливия Друзилла, дочь Марка Клавдиана. Последний тоже принадлежал к одной из ветвей рода Клавдиев. Их общим предком был Аппий Клавдий Пульхр по прозванию Caecus — Слепой.
Однако Марк, усыновлённый Марком Ливием Друзом, стал формально принадлежать к плебейскому сословию. Тиберий, таким образом, принадлежал к патрицианскому роду через отца по рождению, в отличие от первого императора Октавиана Августа, которому статус патриция перешёл через его усыновление Юлием Цезарем.
Отец Тиберия после смерти Цезаря поддержал республиканцев. Но, учитывая их слабость и сосредоточение реальной власти в руках триумвирата Антония, Октавиана и Лепида, занял выжидательную позицию и не участвовал в Филиппийской войне. Однако после рождения сына он ввязался в новую гражданскую войну на стороне Антония и Фульвии против Октавиана.
В 40 году до н. э. его семья была вынуждена бежать из Рима, опасаясь преследования со стороны победившего в гражданской войне Октавиана. В Неаполе Нерон Тиберий старший пытался продолжить войну, призывая к оружию всех — от недовольных Октавианом знатных жителей до рабов, однако не преуспел и вынужден был бежать дальше — на Сицилию и в Грецию.
В 39 году до н. э. Октавиан провозгласил амнистию, и родители Тиберия смогли вернуться в Рим.
В том же году Ливия была представлена Октавиану. Легенда гласит, что Октавиан влюбился в Ливию с первого взгляда. Так или иначе, но он развёлся со своей второй женой Скрибонией в тот самый день, когда она родила ему дочь Юлию Старшую. Тогда же Нерон Старший был вынужден развестись с Ливией, которая была на шестом месяце беременности.
14 января 38 года до н. э. у Ливии родился сын — Друз, а через 3 дня Октавиан женился на Ливии. На свадьбе присутствовал её первый муж в качестве отца детей Ливии, а также в качестве посажёного отца невесты. Ходили слухи, что Друз, брат Тиберия, на самом деле ребёнок Октавиана, а не Нерона Старшего.
Благодаря второму замужеству своей матери Тиберий стал пасынком самого могущественного человека в Римской империи.

## Во времена Августа

### Начало карьеры
После свадьбы Октавиана и Ливии Тиберий остался в доме своего отца. В 33 году до н. э. Нерон Старший умер, после чего Тиберий и Друз переехали в дом отчима. Тогда же девятилетний мальчик получил первый ораторский опыт, выступив на похоронах своего отца. В 29 году до н. э. Тиберий и Друз появились вместе с Октавианом в его колеснице на триумфе по случаю победы Октавиана над Марком Антонием в битве при Акции.
Впервые вопрос о наследниках встал перед Октавианом Августом во время сильной болезни в 26 году до н. э. Ни Тиберий, ни Друз в качестве наследников не рассматривались из-за их малолетства. Первыми кандидатами на власть были Агриппа и Марцелл, женатые соответственно на дочери Октавиана Августа и на его сестре. Своих детей мужского пола у Августа не было.
Выздоровев, Август выбрал нескольких человек, которые могли быть объявлены преемниками в случае его смерти. Среди них были и Тиберий с Друзом, однако они не считались главными претендентами на власть. Тем временем под руководством Августа началась политическая карьера Тиберия. В возрасте 17 лет (на несколько лет раньше возрастного ценза) он стал квестором. Тогда же Август даровал ему и Друзу право стать претором и консулом на пять лет раньше ценза. В то время Тиберий стал выступать оратором в судах.
В 20 году до н. э. Тиберий женился на Випсании Агриппине, дочери от первого брака друга и соратника Октавиана — Марка Агриппы. Об этом браке как о способе породниться Агриппа и Октавиан договорились сразу по рождении Випсании. Брак сложился удачно, хотя длительное время оставался бездетным. Первый и единственный ребёнок родился в 13 году до н. э. — мальчику дали имя Нерон Клавдий Друз. Ребёнок был усыновлён Октавианом под именем Юлий Цезарь Друз и воспитывался в доме Октавиана.

### Военная карьера
В 20 году до н. э., после свадьбы, Тиберия послали на восток под командование Агриппы. Получив в распоряжение сильное войско, Тиберий отправился в Армению на границу с Парфией. Под военным давлением парфяне согласились вернуть Августу орлов, остававшихся у парфян со времён разгрома легионов Марка Красса в 53 году до н. э., Децидия Сакса в 40 году до н. э. и Марка Антония в 36 году до н. э.. Кроме того, за Арменией установили статус нейтрального буферного государства между двумя империями, Римской и Парфянской.
В 19 году до н. э. Тиберий получил пост претора и переместился со своими легионами к границам империи в Европе. Туда же был отправлен и Друз. Пока Друз сосредотачивал силы в Нарбоннской Галлии, Тиберий дал несколько сражений в Трансальпийской Галлии, выступив против местных племён.
В 16 году до н. э. армия Тиберия достигла истоков Дуная, довольно дальних мест в римской ойкумене.

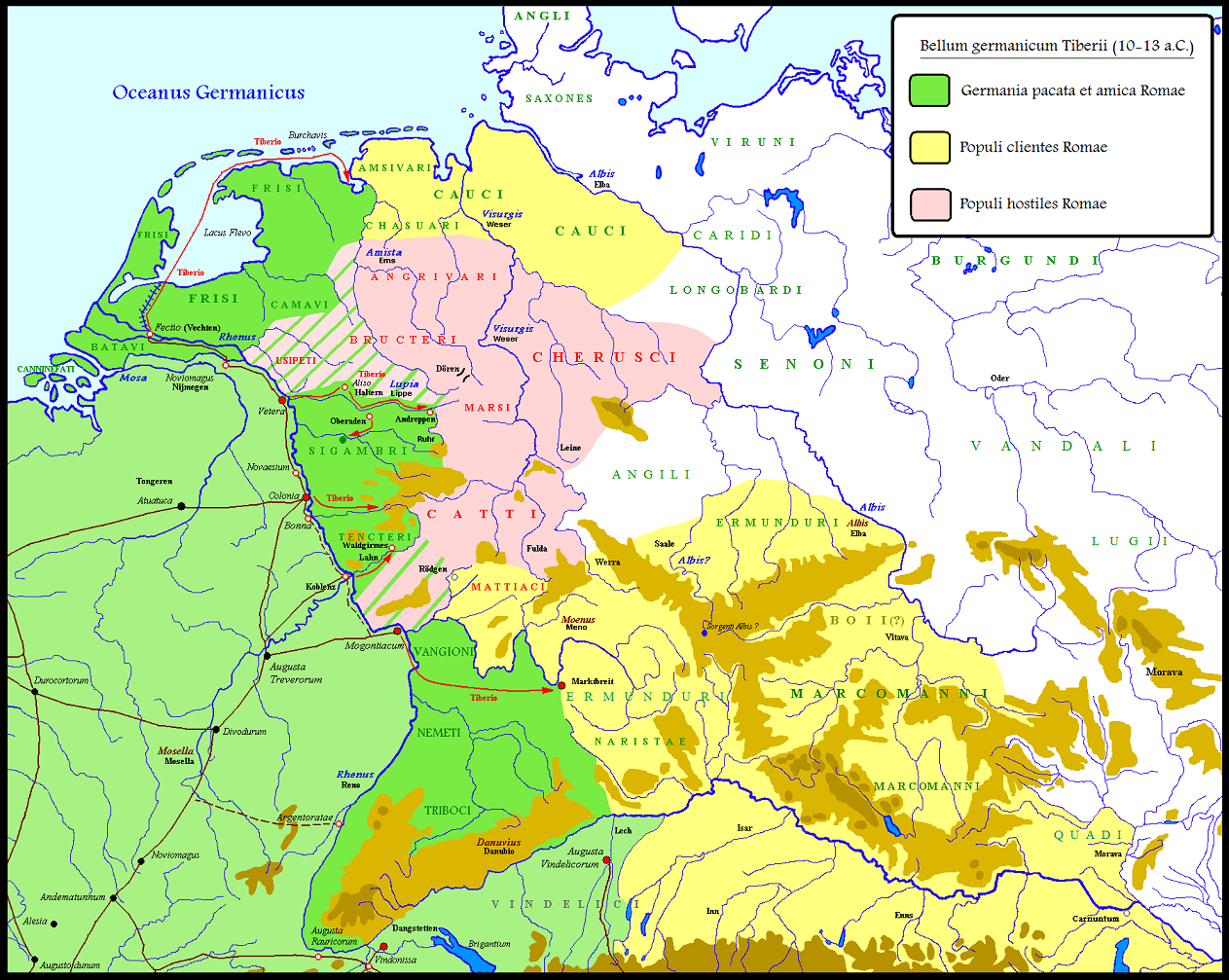
Германские походы Тиберия в 10—12 годах

В 13 г. до н. э. Тиберий возвратился в Рим, где принял консульскую власть. В 12 году до н. э. умер Агриппа, ещё раньше (в 23 году до н. э.) Марк Клавдий Марцелл. Так не стало преемников императорской власти, избранных Августом. Тогда он, впервые оценив Тиберия как самого вероятного преемника, заставил его развестись с любимой женой Випсанией и жениться на вдове Агриппы, Юлии Старшей, она же родная дочь Августа. Тиберий тяжело переживал развод, он не смог простить Юлии расторжение брака. По утверждению Светония Тиберий, как-то увидев Випсанию спустя достаточно длительное время после развода, стал настолько мрачен, что расстроил Августа. В результате Випсании было предписано покинуть Рим.
Вскоре Тиберий тоже уехал из Рима. С 12 по 7 год до н. э. он командовал в Германии, завоевав новую провинцию под властью Рима — Паннонию. Затем вернулся в Рим, где у него возникли проблемы. После смерти Друза в 9 году до н. э. внимание Августа (возможно под влиянием дочери Юлии) переключилось на двух сыновей Юлии Старшей от её предыдущего брака — Гая и Луция, которых он усыновил под именами Гай Юлий Випсаниан и Луций Юлий Випсаниан. Юлия, пользуясь положением единственной дочери Октавиана Августа, не хранила верности Тиберию. Напротив, через своего любовника Семпрония Гракха она пересылала отцу письма, разоблачающие каждый шаг законного супруга. Не желая терпеть подобного отношения, Тиберий в 6 году до н. э. удалился в добровольную ссылку на остров Родос. Примерно в то же время Юлия уговорила Августа дать ей разрешение на отдельное проживание от мужа.

### Изгнание на Родос
Древнеримские историки видели основную причину добровольного изгнания Тиберия в его неприязни к Юлии — после развода с Випсанией он оказался женат на женщине, которая его публично унижала своими ночными похождениями на форуме. К этому добавился запрет императора на возможность видеть любимую женщину.
Отъезд Тиберия смешал планы Октавиана по передаче власти. Поскольку внуки императора Гай и Луций были совсем юны, а возраст императора подходил к 60, возникала неопределённость в наследовании империи в случае внезапной смерти Октавиана. В день отъезда до Тиберия дошли слухи о болезни императора, однако он всё равно направился из Остии в сторону Родоса в компании александрийского астролога Трасилла.
С продолжением изгнания положение Тиберия в Риме становилось всё более шатким. Несколько раз он испрашивал у Октавиана разрешения вернуться, однако неизменно получал отказ. Представители местной власти избегали общения с ним. Дошло до того, что Тиберий начал всерьёз опасаться за свою жизнь. По легенде именно в это трудное время Трасилл предсказал Тиберию, что тот станет императором.

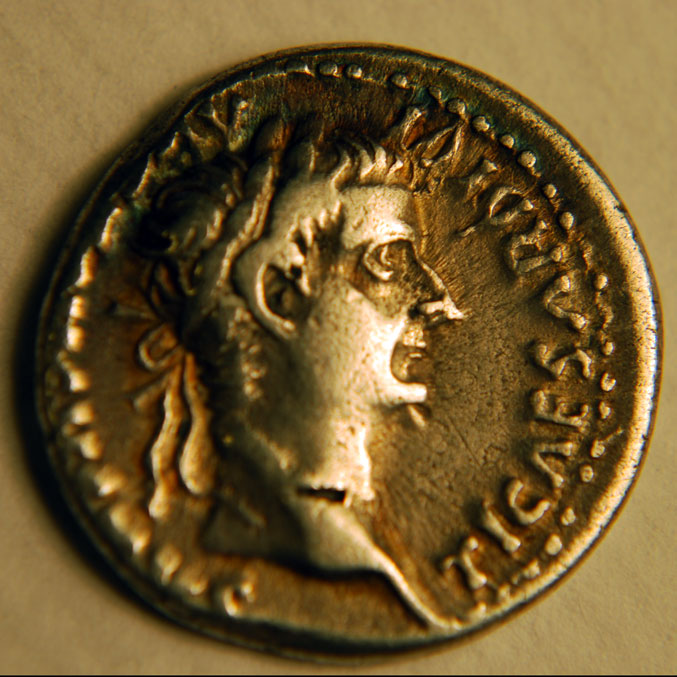
Изображение Тиберия на монете

### Наследник Августа
Во 2 году на Октавиана свалились семейные несчастья: сначала в Галлии скончался от неизвестной болезни его внук Луций, а затем император был вынужден осудить свою дочь Юлию за её поведение. Как pater familiae («отец семейства») от имени Тиберия Август прислал дочери письмо, в котором давал ей развод. Юлию обвинили в разврате, предательстве, а также в одном из самых серьёзных преступлений в патриархальном римском обществе — покушении на отцеубийство. По римским законам отцеубийцу зашивали в мешок с собакой, змеёй и петухом и сбрасывали в Тибр. Однако Август помиловал единственную дочь, заменив казнь на ссылку. Сразу после этого Август разрешил Тиберию вернуться в Рим в качестве частного лица.
В 4 году императора постиг ещё один удар: в Армении был убит последний из наиболее вероятных его преемников — Гай Юлий Випсаниан. По сплетням, к гибели братьев Випсанианов была причастна Ливия, желавшая восстановить позиции своего сына Тиберия. Так или иначе, за неимением других преемников Августу ничего не оставалось, как усыновить в 4 году Тиберия под именем Тиберий Юлий Цезарь (лат. Tiberius Iulius Caesar). Август, в свою очередь, заставил Тиберия усыновить своего племянника, сына Друза от Антонии Младшей — восемнадцатилетнего Германика.
Тиберию возвратили должность и власть трибуна, отнятую в 1 году до н. э. Помимо того Август распространил на него свой империй (лат. imperium maius), который ранее был сосредоточен только в руках принцепса. Так Тиберий официально стал вторым человеком в государстве.
В том же году Тиберий снова отправился воевать. В 6 году он собрал на среднем Дунае большую армию для войны с германским племенем маркоманов, предводителем которых был Маробод, однако был вынужден отказаться от похода в связи с необходимостью подавления восстаний в Паннонии и Далмации. С мятежами было покончено к 9 году, но после разгрома римских легионов Вара в Тевтобургском Лесу Тиберию пришлось заново устанавливать границы по Рейну в 10—12 годах.
В 13 году он стал соправителем Августа, его проконсульская власть была уравнена с властью императора.
В 14 году император Октавиан Август умер. Тиберий и Ливия лично присутствовали при кончине императора. Тиберий за несколько дней до того выехал к армии, но срочно вернулся с дороги. В завещании Августа был указан единственный наследник — Тиберий. Лица, занимающие ключевые должности в Риме, — консулы, префект претория и префект продовольственного снабжения — без промедления принесли присягу новому императору. За ними последовали сенат, всадники, плебс и легионы за пределами Рима.

## Во главе Римской империи

### Начало правления

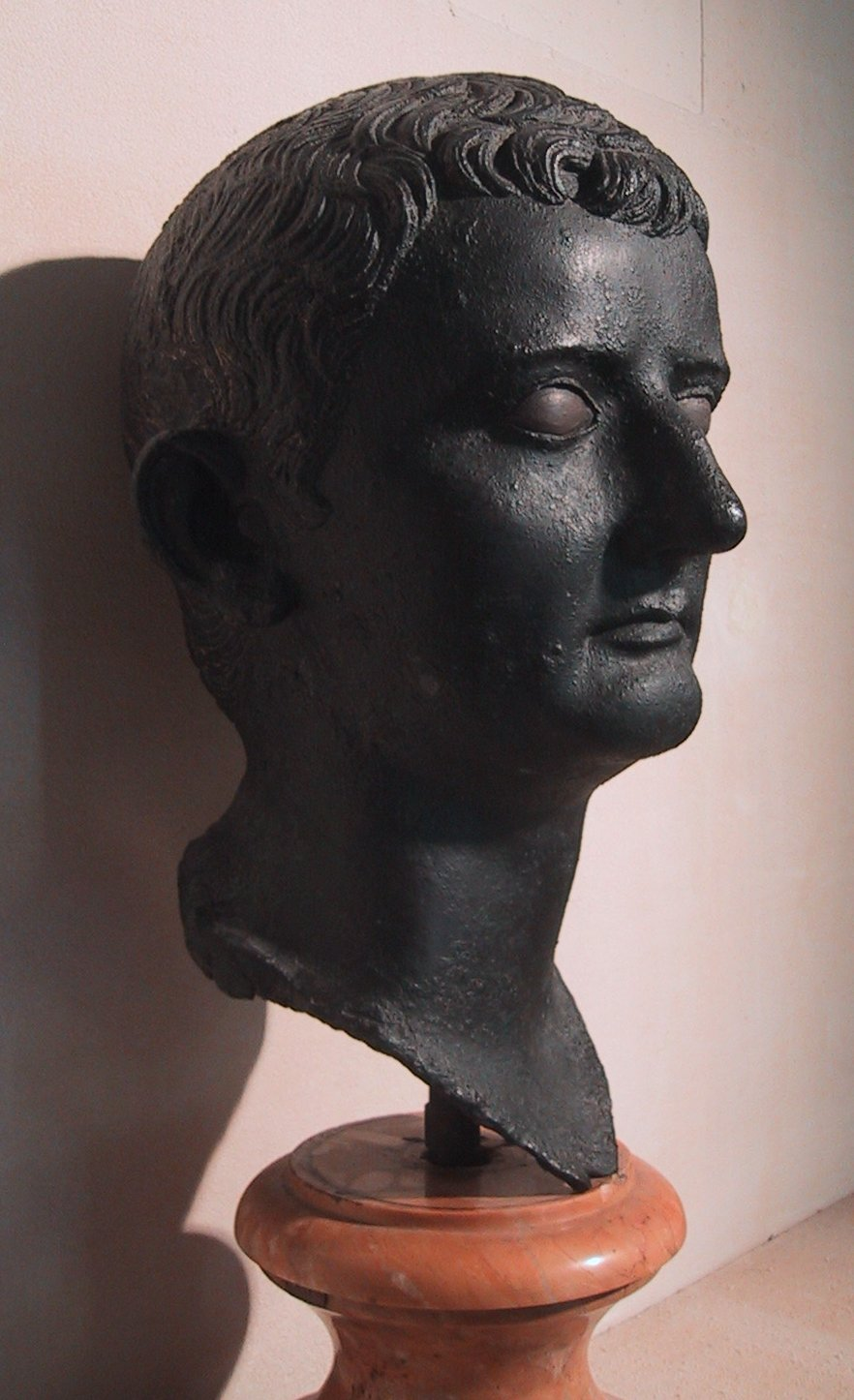
Бюст Тиберия около 22 года, кабинет медалей, Париж

Проблема, стоявшая перед Тиберием в 14 году, заключалась прежде всего в том, может ли вообще принципат быть продолжен в той форме, в какой существовал при Августе. 17 сентября 14 года сенат провозгласил так называемый «Статут об империи», в котором Август завещал не расширять существующих границ государства. Однако Тиберий в целом пренебрёг Статутом в своей политике. Он стремился к созданию коллективного руководства, как это было до 27 года до н. э., но не сумел воплотить намерение в жизнь из-за отказа сенаторов разделять ответственность с принцепсом.
Тиберий не питал иллюзий по поводу сложности задачи, возложенных на него, и ответственности перед римским народом, как видно из его высказываний:

«Друзья, уговаривающие меня, вы не знаете, что за изверг — эта власть».

«Власть — это волк, которого я держу за уши».

Тиберий начал правление с установления сотрудничества с сенатом:

«Я не раз говорил и повторяю, отцы сенаторы, что добрый и благодетельный правитель, обязанный вам столь обширной и полной властью, должен всегда быть слугой сенату, порою всему народу, а подчас — и отдельным гражданам; мне не стыдно так говорить, потому что в вашем лице я имел и имею господ и добрых, и справедливых, и милостивых».

Тиберий декларировал свободолюбивый характер своего правления:

«В свободном государстве должны быть свободны и мысль, и язык».

«Я государь для рабов, император для солдат, первый среди равных — для всех остальных».

Однако провозглашенное равенство правителя и других граждан в свободе выражения мнений
со временем переросло в судебные преследования за «оскорбления величества» этого самого правителя.
Тиберий поначалу решительно выступал против наказаний за такие преступления — в пяти первых известных случаях 14—20 годов он проявил сдержанность. Однако в 15 году на прямой вопрос претора, нужно ли наказывать за личное оскорбление принцепса как за государственное преступление (практика при Августе), Тиберий поддержал применение закона. Тем не менее на деле Тиберий не добивался применения закона и не применял суровых мер, предусмотренных законом. Этим он пресёк возможные злоупотребления доносчиков, на показания которых полагалось римское правосудие.

### Внутренняя политика

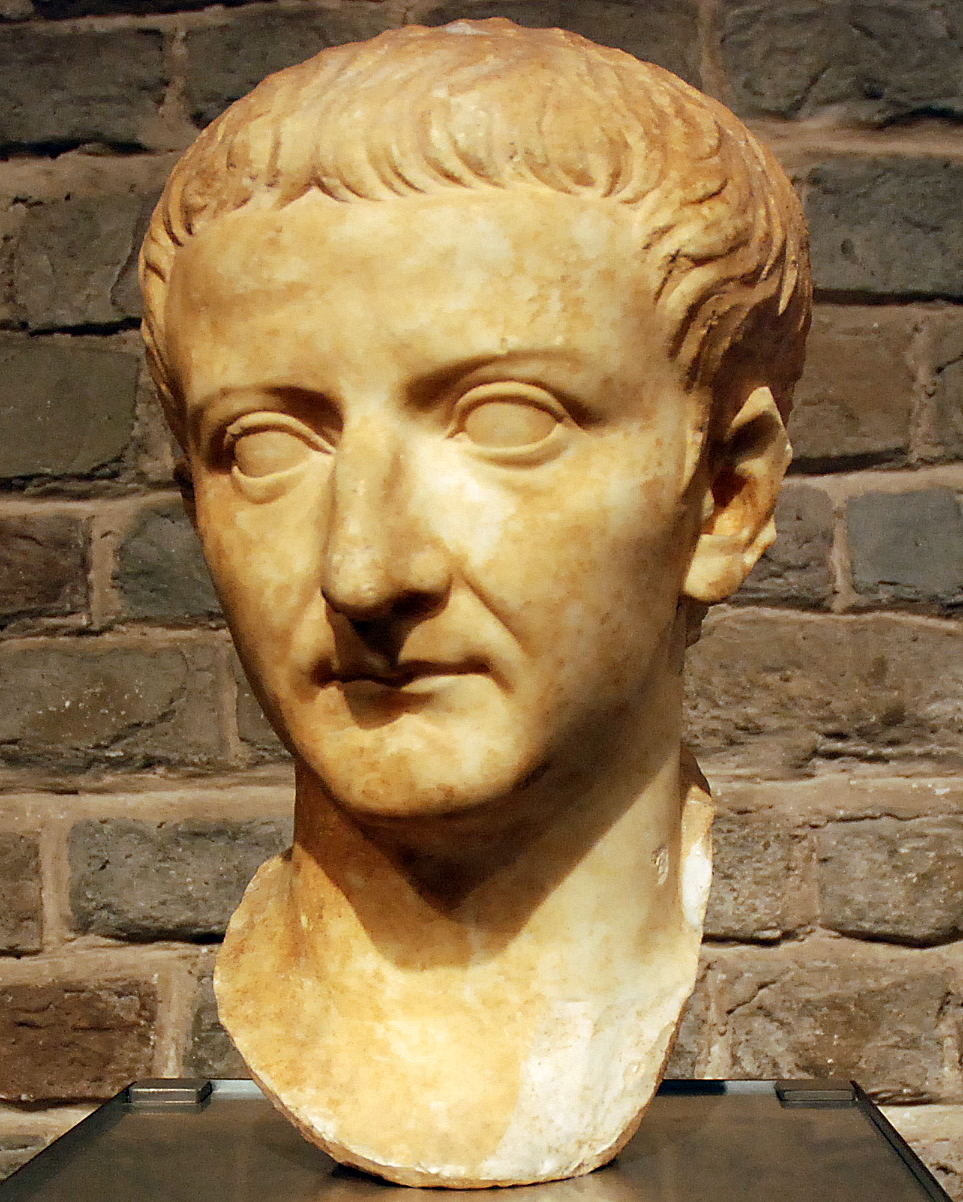
Бюст Тиберия из Римско-германского музея, Кёльн, 14-37 гг.

Внутренняя политика Тиберия продолжала традиции Августа. За время его правления увеличилась государственная казна, улучшилось управление провинциями, но основным результатом стало усиление власти императора. Достигнуто это было следующими методами:
1. Отняв у комиций избирательные и высшие судебные функции, Тиберий перенёс их на сенат, запуганные и взаимно враждовавшие члены которого были послушными орудиями в руках императора. Центуриатные и куриатные комиции должны были довольствоваться фикцией одобрения выборов на высшие государственные должности, которые объявлялись народу глашатаем.
2. Все крупные процессы, например об оскорблении величества, насилиях, подкупах, вымогательствах, расследовались и решались сенатом. Прежние уголовные суды (лат. quaestiones perpetuae) сохранили за собою право вести только менее важные процессы.
3. Постановления сената и эдикты императора получили силу закона.
4. Преторианская гвардия была помещена в Риме, а её префекты из сословия всадников приобрели огромное влияние.

Однако, несмотря на всю полноту верховной власти, Тиберий всё ещё не мог отрешиться от республиканских традиций. Все свои шаги он маскировал решениями сената, предоставлял внешний блеск консулам, держался в тени, жил в республиканской простоте и отказывался от почётных титулов, которые готов был ему поднести раболепный сенат. При Тиберии титул императора ещё оставался высшим почётным военным титулом (так, Тиберий разрешил принять его Юнию Блезу, не связанному с домом Цезарей).
В 19 году Тиберий изгнал из Рима всех иудеев. Эта религия была запрещена, а 4000 евреев были сданы в солдаты и отправлены на Сардинию с оговоркой, что если они погибнут в борьбе с разбойниками, то государство ничего не потеряет.

### Экономика

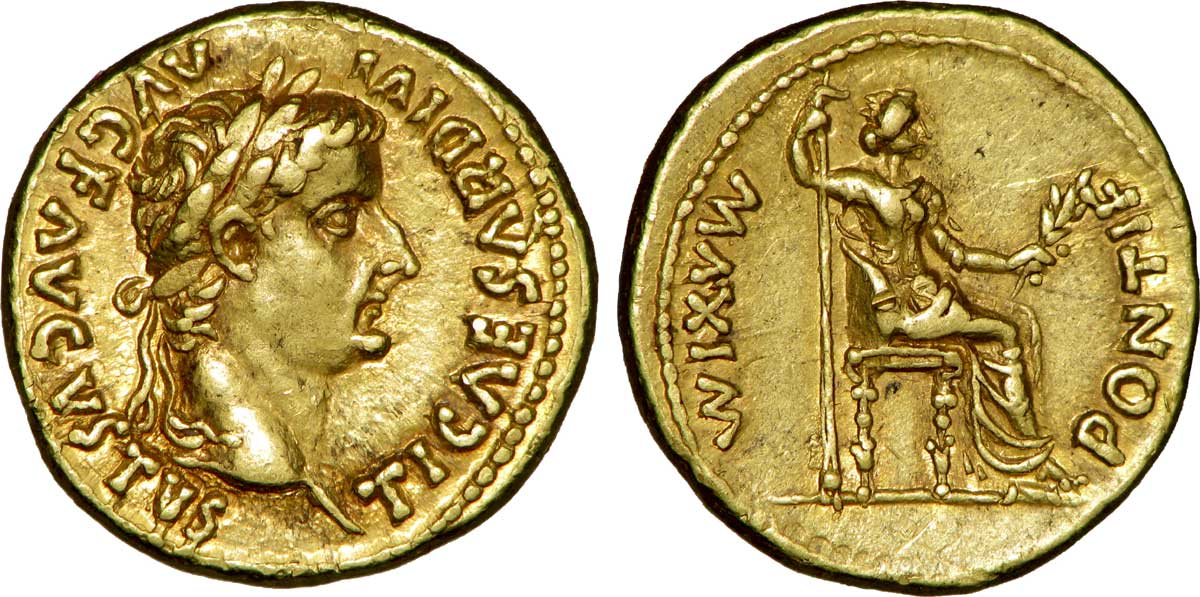
Золотой римский ауреус с изображением Тиберия и Ливии, 27-30 гг.

При Тиберии сильно укрепились государственные финансы, в том числе — благодаря его скупости. Прекратилось строительство на государственные деньги, за редкими исключениями перестали строиться храмы и дороги для военных нужд. В 16 и 22 годах сенат принимает законы против роскоши и ростовщичества, также по инициативе Тиберия из казны перестали выделяться деньги на всенародные игры.
В то же время Тиберий не скупился на траты в случае неотложных обстоятельств. В 17 году пострадавшие от землетрясения города получили от него 10 миллионов сестерциев на восстановление, а также пятилетнее освобождение от налогов. Миллионы император потратил на восстановление Рима после пожаров и наводнения в 27 и 36 годах. В 33 году после принятия закона о ликвидации долгов, направленного на всё ту же борьбу с ростовщиками, Тиберий выделил более 100 миллионов сестерциев на выдачу беспроцентных ссуд задолжавшим землевладельцам.

### Провинции и внешняя политика
Тиберий приостановил военную активность Германика. Его отзыв стал сигналом к переходу на оборонительные действия в Германии. Новая стратегическая концепция нашла выражение в разделении рейнского фронта на верхне- и нижнегерманский, в образовании новых военных лагерей с выраженными оборонительными функциями (Страсбург и Виндиш) и, наконец, в планомерном создании рейнской военной зоны. Суть политики о невмешательстве в дела германцев выразилась в следующих словах:
«Так как месть Рима свершилась, германские племена пусть теперь сами разбираются со своими собственными раздорами».
Не стремясь к новым территориальным приобретениям, он окончательно упрочил римскую власть в огромной империи Августа; небывалый до тех пор порядок и спокойствие царили в провинциях; справедливые требования легионов (сокращение срока службы и увеличение жалования) были удовлетворены, но зато была восстановлена строжайшая дисциплина; наместники-лихоимцы, продажные судьи и жадные публиканы встретили в Тиберии грозного преследователя; с морским разбоем велась энергичная и успешная борьба.
Тиберий отошёл от норм сравнительно краткосрочного проконсульского наместничества, особенно в самых престижных провинциях Африка и Азия. Наместники и чиновники часто многие годы оставались в своих провинциях: Луций Эллий Ламия 9 лет управлял Сирией, Луций Аррунций столько же — Испанией, причём в обоих случаях эти наместники вообще не покидали Рим и управляли своими провинциями только номинально. С другой стороны, Марк Юний Силан на самом деле 6 лет был наместником Африки, а Публий Петроний — Азии, Гай Силий командовал верхнегерманским войском с 14 по 21 год. Из всех наместников Тиберия самым знаменитым вне всяких сомнений является Понтий Пилат, при котором был распят Иисус Христос. Другое видное положение занимал Гай Поппей Сабин, который с 12 года и до своей смерти в 35 году оставался наместником Мёзии, а в 15 году получил также Македонию и Ахайю.
Из-за повышения налогов в провинциях Тиберий высказал своё знаменитое требование, чтобы его овец стригли, а не сдирали с них кожу. Действительно, на Западе было лишь одно восстание из-за повышения налогов — в 21 году среди треверов и эдуев. Гораздо более значительными, чем битвы в Галлии, были волнения во Фракии. Там начались сепаратистские настроения, в ходе которых банды Рескупориса, царя северной части провинции, стали атаковать территории фактического соправителя, Котиса. После вмешательства Рима Котис был убит, однако Рескупорис попал в ловушку и был доставлен в Рим, где был лишён власти сенатом и депортирован в Александрию.
Другое опасное восстание возглавил в Африке Такфаринат, сколотивший на юге современного Алжира боеспособную армию, в 17 году начавшую разбойнические набеги. На западе этому примеру последовали мавры под руководством Мазуппы. Рим быстро справился с этим — банды Такфарината были разгромлены расквартированным в Африке легионом при поддержке вспомогательного контингента под начальством Марка Фурия Камилла, получившего триумф. Однако через 4 года восстание вспыхнуло вновь, но военачальник Квинт Юний Блез вновь подавил его. Точку над «i» поставило в 24 году контрнаступление под руководством Публия Корнелия Долабеллы.
Армянское царство Тиберий передал младшему брату иберского царя — Фарсману. После разгрома воспротивившейся этому части парфянской армии, Тиберий противопоставил парфянскому царю Артабану III двух новых претендентов, один из которых, Тиридат, в 36 году форсировал Евфрат и короновался в Ктесифоне. Уже через год Артабан согласился на встречу у Евфрата для восстановления статус-кво. Устранение этой опасности было одним из самых удивительных достижений Тиберия.

### ЗаговорСеяна

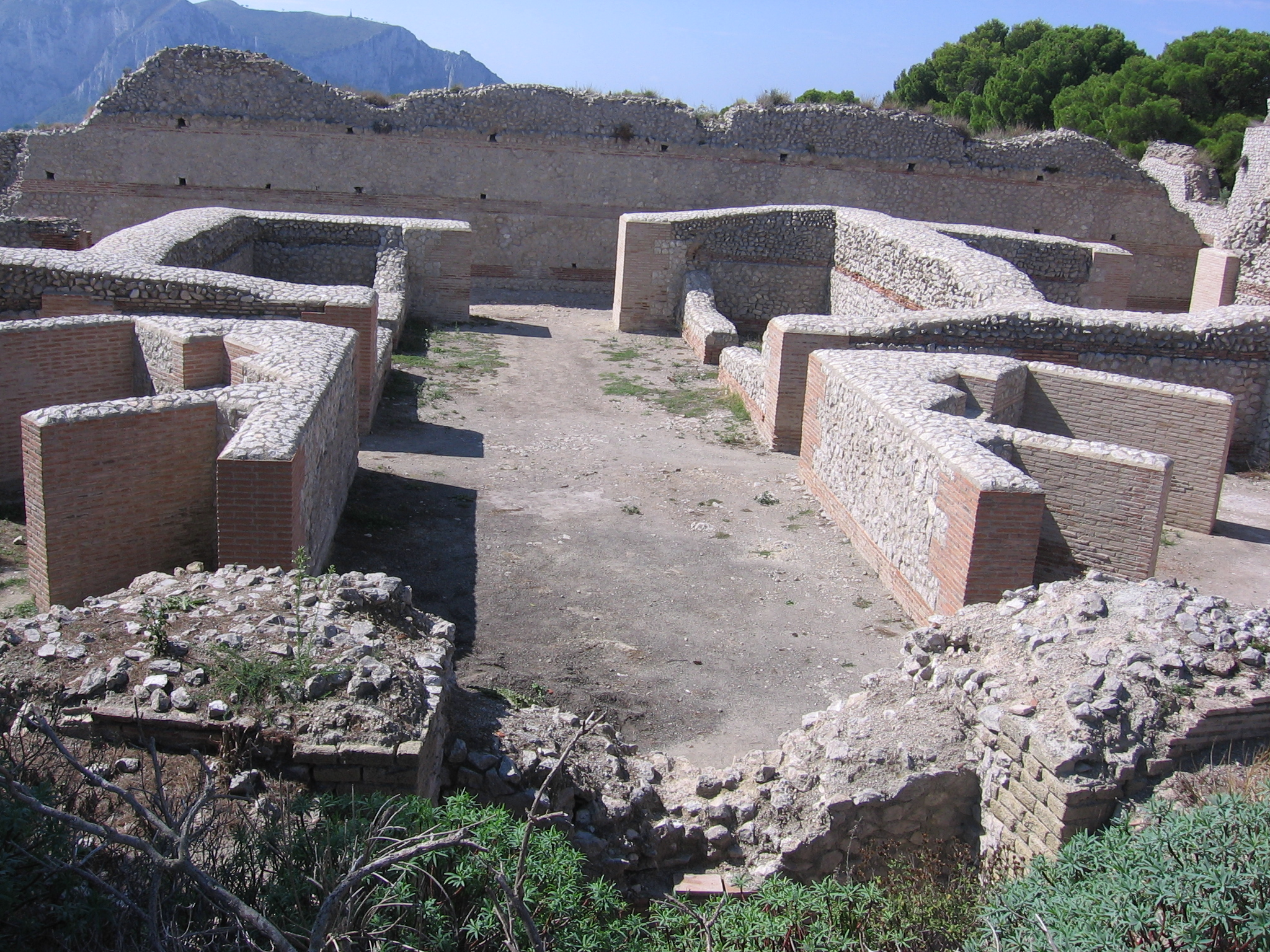
Реконструкция виллы Юпитера на Капри, где жил Тиберий

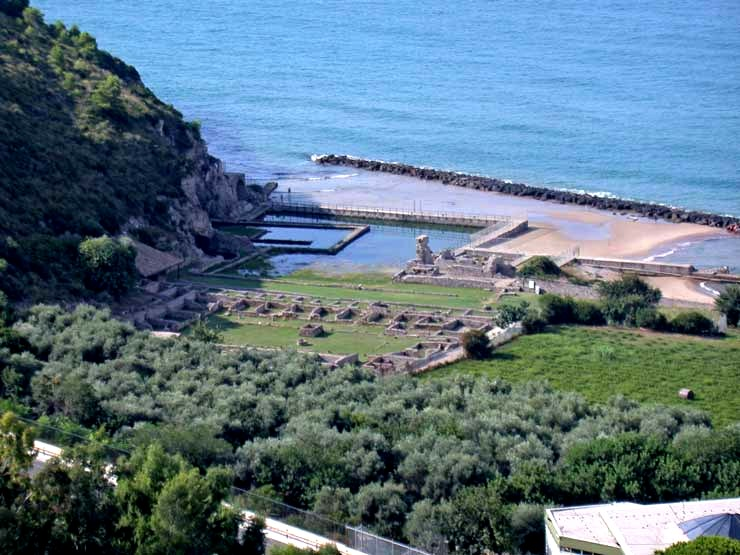
Вилла Тиберия в Сперлонге, в Кампании, между Римом и Неаполем

После ввода в Рим преторианской гвардии (в 17 или 18 году) император сосредоточил в своих руках от 6 до 9 тыс. преторианцев. С 15 года ими командовал префект Луций Элий Сеян.
Император, после смерти в 23 году единственного сына Друза, стал более подозрительным и мрачным.
В 25 году Сеян попросил разрешения жениться на вдове Друза, Ливилле, однако получил отказ. У Тиберия окончательно испортились отношения со своей властной матерью — Ливией, и он уехал из Рима в Кампанию, на Капри. В его отсутствие власть постепенно перешла к префекту Сеяну. Дошло до того, что в Риме, по указу сената, в честь Сеяна воздвигли статую.
Ливия открыто конфликтовала с Тиберием, однако её присутствие в Риме препятствовало дальнейшему усилению Сеяна. Её смерть в 29 году развязала руки префекту и он стал преследовать наиболее влиятельных сенаторов и всадников. В 30 году из Рима была выслана вдова Германика, Агриппина, с детьми — Нероном и Друзом.
В 31 году Сеян совместно с Тиберием стал консулом, причем Тиберий в Рим не возвратился. Поэтому Сеян решился на захват власти (по мнению Светония, Тиберий манипулировал им и полностью контролировал развитие событий). В его замыслах было добиться усыновления в одну из ветвей рода Юлиев, и, после, как одному из Юлиев, занять позицию принцепса (правителя) при малолетнем Тиберии Гемелле или Калигуле. Мать Гемелла, та самая Ливилла, на которой ему не дали жениться, согласилась участвовать в заговоре. Согласно Кассию к тому времени Сеян и Ливилла несколько лет состояли в любовной связи.
Мать Ливиллы, Антония Младшая, выдала Тиберию планы заговорщиков. 18 октября 31 года на заседании сената в присутствии Сеяна было зачитано письмо Тиберия, изобличающее заговорщиков. Сеян был немедленно схвачен, арестованы прочие участники заговора. В течение недели большинство из них было казнено. Префектом преторианцев был назначен Квинт Макрон, донесший о заговоре Антонии, и активный участник свержения Сеяна.

### Тиберий и наследники
Вскоре после начала правления Тиберия восемь легионов, располагающихся в Германии, взбунтовались, требуя обещанных, но не выплаченных ещё за походы во времена Августа вознаграждений. Для усмирения восстания сенат отправил в Германию, наделив их проконсульской властью, Германика и Друза, племянника и сына императора. Германику удалось не только успокоить взбунтовавшиеся легионы, но и заставить их воевать, обещая, что все трофеи достанутся им в награду. К 16 году Германику удалось восстановить границы по тем территориям, что были отторгнуты после поражения в Тевтобургском лесу (в 9 году). В решающей битве при Идиставизо Германик разбил армию Арминия, победителя Вара, после чего его легионы возвратили орлов разбитых легионов Вара.
В 17 году Германик праздновал триумф в Риме. Это был первый триумф, который праздновал Рим с момента триумфа Августа в 29 году до н. э. Влияние и популярность Германика среди нобилитета и народа росли. Сначала Тиберий не видел в этом ничего плохого. В 18 году Германик стал правителем восточной части империи, как в недавнем прошлом сам Тиберий при Августе. Однако ровно через год Германик неожиданно скончался. В отравлении наследника был обвинен Гней Кальпурний Пизон, который на суде выдвинул контробвинения против самого Тиберия и его префекта претория — Луция Элия Сеяна. Эти обвинения должны были слушаться в сенате, однако неожиданно Пизон покончил с собой. Эта смерть посеяла огромное количество слухов, в которых Тиберий обвинялся в убийстве Германика из-за его растущей популярности.
После смерти Германика основным и единственным наследником императора стал его сын — Друз. Однако он скончался в 23 году. Позже ответственность за эту смерть возложили на Ливиллу и Сеяна.
После смерти Друза Тиберий долго не мог выбрать между своим внуком, Тиберием Гемеллом, и сыном Германика, Гаем Калигулой. Однако разоблаченный заговор Сеяна, одну из ведущих ролей в котором сыграла мать Гемелла — Ливилла, охладил отношение императора к Гемеллу. В самом конце своей жизни, кажется, Тиберий определился, назначив Калигулу квестором.

### Последние годы

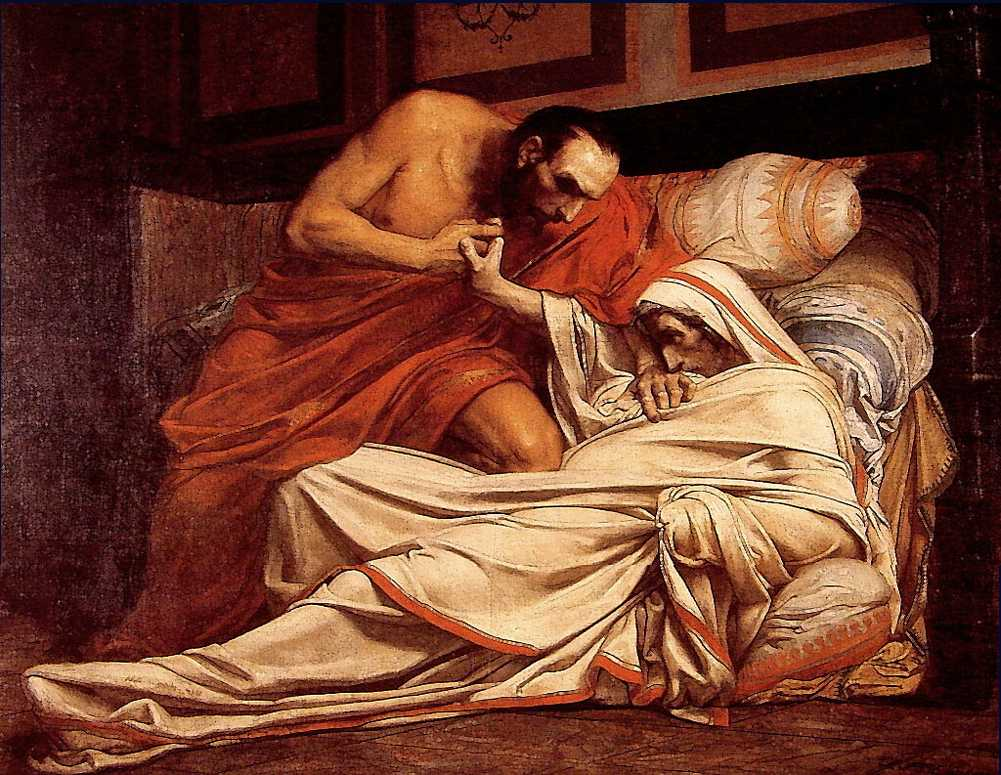
Репродукция картины Жан-Поля Лоранса «Смерть Тиберия»

После разоблачения заговора Сеяна Тиберий больше не появлялся в Риме, проводя время на Капри и в Кампании. В марте 37 года он собрался посетить Рим, но немного не доехав до города, повернул назад и вернулся в Кампанью, где остановился на вилле Луция Лициния Лукулла на Мизенском мысе. Ранее он никогда не болел и первая за десятилетия болезнь, настигшая его на этой вилле оказалась смертельной. 16 марта Тиберий скончался. Светоний с рядом оговорок приводит иные версии его смерти, однако, как считает историк Игорь Князький, эти версии не стоит принимать всерьёз, в том числе и версию об удушении Тиберия Макроном.
Тиберий оставил после себя завещание, где всю свою власть делил между Калигулой и Тиберием Гемеллом, при этом оба они также назначались наследниками друг друга. Однако Калигула, придя к власти, объявил завещание недействительным и вскоре казнил Гемелла.

## Тиберий в истории
Тиберий оставил о себе в истории двоякое впечатление. С одной стороны (если отталкиваться от описания его правления у Тацита) Тиберий был мрачным, нелюдимым человеком, а время его правления — смутным и страшным. Поэтому не мудрено, что плебс, узнав о смерти императора, кричал «Тиберия в Тибр!». Однако следует учитывать, что в рядах римского нобилитета, к которому принадлежал Тацит, выходец из богатого всаднического рода, отношение к Тиберию было весьма негативным. И даже у Тацита Тиберий, в период его жизни до прихода к власти, описан как весьма достойный и примерный муж, выдающийся полководец.

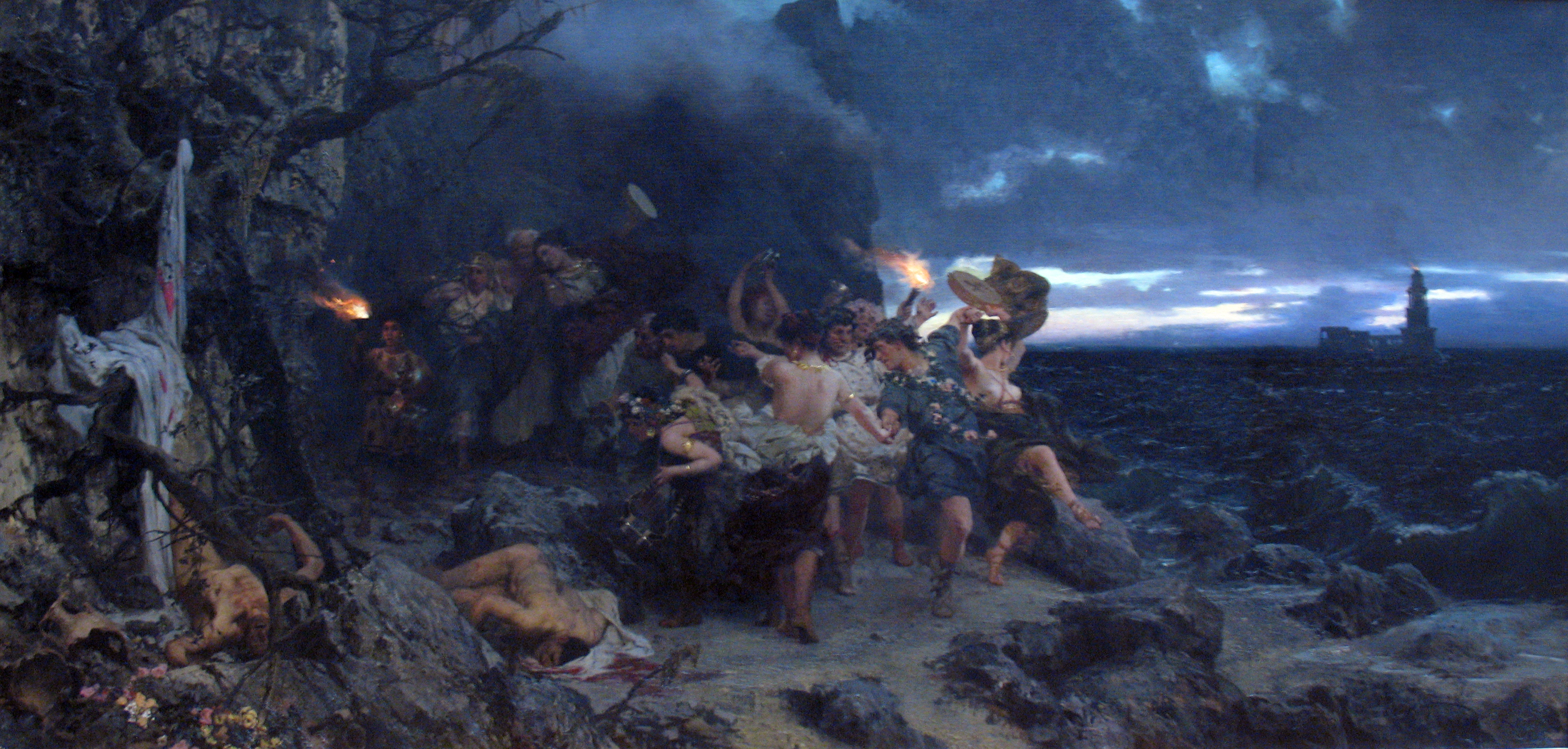
Генрих Семирадский. Оргия времён Тиберия на острове Капри (1881 год)

У других авторов той эпохи личность Тиберия описывается иначе. Светоний в своей «Жизни 12 Цезарей» прекрасно отзывается о Тиберии до его провозглашения императором и о первых годах нахождения его у власти, отмечая возвращение Сенату некоторых его привилегий и полномочий. А при описании второй половины его правления, помимо развратного образа жизни и скупости, не забывает упомянуть и его скромность и бережливость.
Ещё более положительно оценивает деятельность Тиберия иудейский ученый и историк Филон, который противопоставляет его Калигуле. Он неоднократно подчеркивает глубокий ум и проницательность Тиберия, а про его правление пишет, что «за двадцать три года, что нёс бремя власти над сушей и над морем, не оставил ни единого семени войны ни в эллинской, ни в варварской земле, а мир и сопутствующие ему блага до самой кончины своей раздавал нескудеющей рукой и щедрым своим сердцем».
В труде Веллея Патеркула «Римская история» Тиберий удостаивается всяческих похвал. Впрочем, хвалебные речи приводятся там и в адрес Сеяна. Ориентироваться на этот источник довольно сложно, поскольку во времена Тиберия Патеркул служил префектом кавалерии в Паннонии, а потом там же легатом. Также есть предположение, что Патеркул был дружен с Сеяном, за что и поплатился в 31 году, когда был казнён в числе других участников заговора.
Советский историк В. С. Сергеев характеризует принципат Тиберия как «начало императорского режима в Риме и как один из переломных этапов в истории античного государства», отмечая, что «императорский строй и аппарат государственного управления в Риме в главных чертах сложился при Тиберии и притом в немалой степени благодаря некоторым его индивидуальным особенностям».
В честь Тиберия назван основанный в Иудее в начале нашей эры город Тиберия (современный г. Тверия, Израиль).

## Тиберий в церковном предании

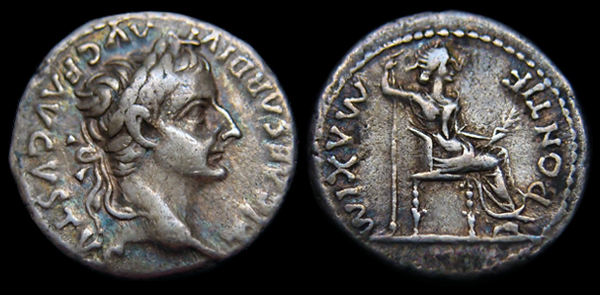
Монета с изображением Тиберия, традиционно считается "динарием кесаря"

В православной традиции известно предание о встрече Тиберия и Марии Магдалины, и с этой встречей связывают обычай дарить пасхальные яйца.
Согласно изложению Димитрия Ростовского, святая равноапостольная Мария Магдалина нашла возможность явиться к императору и подарила ему яйцо, окрашенное в красный цвет, со словами: «Христос воскрес!» Выбор яйца как подарка, согласно святителю Димитрию, был вызван бедностью Марии, которая, однако, не захотела явиться с пустыми руками, цвет же яйца был призван привлечь внимание императора.
В ином варианте изложения говорится о том, что сначала яйцо было совершенно обычным и что император, усомнившись в странном известии о воскресении, сказал, что как яйцо не может из белого стать красным, так и мёртвые не воскресают, — и яйцо покраснело у него на глазах.

## Образ Тиберия в кино
- Сериал «Я, Клавдий» (1976) по роману Роберта Грейвса, транслировавшийся по Би-би-си, роль исполнил Джордж Бейкер.
- Фильм «Бен-Гур» (1959), в роли Тиберия Джордж Рельф.
- Фильм «Циклоп» (2008), в роли Тиберия Эрик Робертс.
- Фильм «Калигула» (1979) — в нём Калигула вступает в борьбу с Тиберием за престол. В роли Тиберия Питер О’Тул.
- Мини-сериал «Римская империя: Август» (2003), в роли Тиберия Mишель Бевилаква.
- Фильм «Расследование» (2006, ремейк фильма 1986 года «Дело Назаретянина», другое название — «Расследование») — Макс Фон Сюдов.
- Фильм «Меч дракона» (2015) — Эдриен Броуди.
- Мини-сериал «Цезари[англ.]» (Великобритания, 1968). В роли Тиберия Андре Морелл.
- Мини-сериал «Domina». В роли Тиберия в юности Earl Cave, в роли повзрослевшего Тиберия - Бенджамин Айзек.
- Сериал «Варвары» от студии Netflix. В роли Тиберия Джованни Карта.

### Справочники
1. Готлиб А. Тиберий // Энциклопедический словарь Брокгауза и Ефрона : в 86 т. (82 т. и 4 доп.). — СПб., 1890—1907.
2. Тиберий Клавдий Нерон // Струнино — Тихорецк. — М. : Советская энциклопедия, 1976. — (Большая советская энциклопедия : [в 30 т.] / гл. ред.  А. М. Прохоров ; 1969—1978, т. 25).
3. Словарь античности. — М. : Прогресс, 1989. — Пер. с нем. (ориг. изд. 1987).

### Исследования
- Грант М. Римские императоры / пер. с англ. М. Гитт. — М.: ТЕРРА — Книжный клуб, 1998. — 400 с. — ISBN 5-300-02314-0.
- Князький И. О. Тиберий. Третий Цезарь, второй Август. — СПб.: Алетейя, 2012. — 368 с. — ISBN 978-5-91419-699-5.
- Кожурин А. Я. Император Тиберий и деструкция традиционной римской сексуальности // Феномен удовольствия в культуре. Материалы международного научного форума. — СПб., 2004, с. 121—124.
- Сергеев В. С. Принципат Тиберия // Вестник древней истории. — 1940. — № 2 (11). — С. 78—95.
- Фрибус Т. Ю. «Император Тиберий в восприятии сограждан: эмоционально-психологический аспект».
- Чарльзуорт М. Тиберий и смерть Августа
- Cruttwell, C. T. A History of Roman Literature. — Oxford, 1877. — Book 3, Chapter 1.